# Guatemaltekische Basketballnationalmannschaft
Die guatemaltekische Basketballnationalmannschaft der Herren vertritt Guatemala bei Basketball-Länderspielen. Der guatemaltekische Verband trat im Unterschied zu anderen zentralamerikanischen Verbänden bereits 1949 der FIBA bei, doch die Herrennationalmannschaft verfügt über keine nennenswerten Erfolge und konnte sich zuletzt 2004 für die Basketball-Zentralamerikameisterschaft als mittelamerikanische Endrunde qualifizieren. 
Die beiden Teilnahmen 2003 und 2004 waren nach der Teilnahme an der zweiten Endrunde 1967 die einzigen Male, in der sich die Nationalmannschaft in einem offiziellen FIBA-Wettbewerb auf überregionaler Ebene präsentierte. Demzufolge gelang bislang auch keine Qualifikation für eine kontinentale oder gar globale Endrunde.

## Abschneiden bei internationalen Wettbewerben
| noch nie qualifiziert |  | noch nie qualifiziert |

### Zentralamerikanische Meisterschaften
| - 1965 – nicht qualifiziert - 1967 – 6. Platz von 7 Teilnehmern - 1969 bis 2001 – nicht qualifiziert - 2003 – 6. Platz von 8 Teilnehmern - 2004 – 8. Platz von 8 Teilnehmern seit 2006 – nicht qualifiziert |